# Schwerdorff
Schwerdorff település Franciaországban, Moselle megyében. Lakosainak száma 472 fő (2022. január 1.). Schwerdorff Colmen, Flastroff és Neunkirchen-lès-Bouzonville községekkel határos.

## Népesség
A település népessége az elmúlt években az alábbi módon változott:
| Lakosok száma | 396  | 363  | 384  | 436  | 460  | 470  | 473  | 479  | 474  | 472  |
|               | 1968 | 1982 | 1990 | 2006 | 2013 | 2015 | 2017 | 2019 | 2020 | 2022 |